# Halibut atlantycki
Halibut atlantycki, halibut biały, kulbak biały, kulbak (Hippoglossus hippoglossus) – gatunek morskiej ryby z rodziny flądrowatych (Pleuronectidae). Jest największym przedstawicielem tej rodziny.

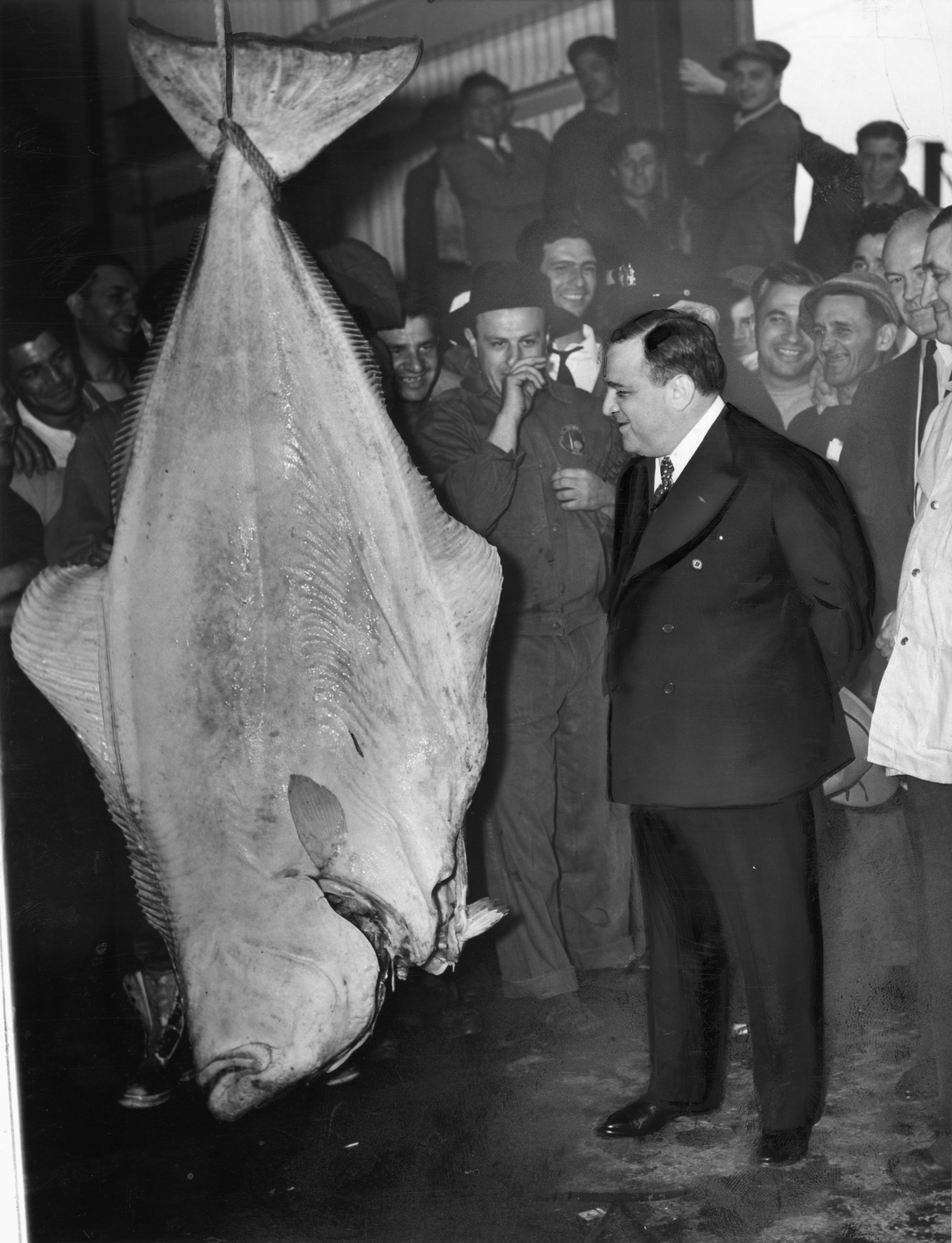
Złowiony okaz

## Występowanie
Północna część Atlantyku w rejonie okołoarktycznym, od wybrzeży Kanady i Grenlandii na północy, poprzez strefę północnego obszaru Morza Północnego po Morze Białe, oraz do północnych obszarów Zatoki Biskajskiej. Sporadycznie spotykany w rejonie Morza Bałtyckiego. 

## Charakterystyka
Budowa ciała asymetryczna. Ciało owalnie wydłużone i mięsiste. Szarobrązowe lub oliwkowoszare, natomiast od strony spodniej barwa ciała jest biała. Łuski małe o gładkiej powierzchni. Otwór gębowy duży, sięgający aż do wysokości środka oka. Płetwa grzbietowa długa, zaczyna się nad górnym okiem,  zaopatrzona w  ponad 100 promieni miękkich. Ryba osiąga ponad 3,5 m długości przy masie sięgającej do 300 kg. 

## Tryb życia
Prowadzi przydenny tryb życia odpoczywając na prawym boku. Przebywa na głębokości do 2500 m. z rzadka zapuszczając się w wyższe partie wody (poniżej 50 m). Najchętniej żyje  w zimnych wodach, do 8 °C  o dużym zasoleniu.

## Odżywianie
Głównym pokarmem jakim halibuty się odżywiają są małe ryby, ponadto inne zwierzęta związane ze środowiskiem występującym w bentosie, głównie głowonogi, skorupiaki (kraby, homary) i mięczaki (małże). 
Halibut biały sam także jest elementem łańcucha pokarmowego drapieżnych ssaków, np. morsów.

## Rozród
Tarło odbywa w okresie zimowym i wczesnej wiosny (grudzień-kwiecień). W tym czasie składa jaja w wodach pelagialnych, które swobodnie w niej się unoszą. Liczba jaj dochodzi do 3,5 miliona sztuk. Ikra duża, o 3–4 mm średnicy. Młode w pierwszym okresie (do 4 lat) są całkowicie białe i przebywają  na głębokości dochodzącej do 100 m. 
Gatunkiem pokrewnym halibuta białego jest halibut czarny (Reinhardtius hippoglossoides).

## Znaczenie gospodarcze i wartości odżywcze
Halibut atlantycki był uważany za ważną i cenną rybę w rybołówstwie. Znaczny spadek jego populacji spowodował, że jest gatunkiem zagrożonym wyginięciem.
| Ilość aminokwasów w 100 g | Ilość aminokwasów w 100 g |
| Nazwa                     | Ilość w mg                |
| ------------------------- | ------------------------- |
| Izoleucyna                | 1175                      |
| Leucyna                   | 1794                      |
| Lizyna                    | 1443                      |
| Metionina                 | 740                       |
| Cystyna                   | 222                       |
| Fenyloalanina             | 629                       |
| Tyrozyna                  | 629                       |
| Treonina                  | 916                       |
| Tryptofan                 | 240                       |
| Walina                    | 1202                      |
| Arginina                  | 1267                      |
| Histydyna                 | 444                       |
| Alanina                   | 1637                      |
| Kwas asparaginowy         | 1989                      |
| Kwas glutaminowy          | 2784                      |
| Glicyna                   | 1067                      |
| Prolina                   | 749                       |
| Seryna                    | 1175                      |